# 玛丽娜·卡里尔
玛丽娜·卡里尔（英語：Marina Carrier，1996年10月19日—）生于悉尼，是一名澳大利亚女子现代五项运动员。她童年时曾接触过足球、网球、帆船、滑雪等运动。2010年时，她随家人移居至英格兰，并在那里居住约一年，期间她在一名教师的推荐下开始练习现代五项。她于2013年首次参加国际比赛，2014年出战南京青奥，2015年开始参加成年组国际比赛。她的训练搭档是Edward Fernon，Fernon住在卡里尔家附近，并请卡里尔和他一起训练，卡里尔答应了Fernon，两人开始成为训练搭档。